# Agnes Forbes Blackadder
Agnes Forbes Blackadder Savill (Broughty Ferry, 4 de diciembre de 1875 - Londres, 12 de mayo de 1964) fue una médica y doctora escocesa.  Blackadder se convirtió en la primera mujer licenciada por la Universidad de St Andrews al obtener el título de máster el 29 de marzo de 1895. Fue la primera dermatóloga consultora nombrada en 1907 en el St. John's Hospital, nombramiento que también destacó por ser uno de los primeros de una mujer consultora en un hospital que no era exclusivo para mujeres. Durante la Primera Guerra Mundial, trabajó como radióloga en el Scottish Women's Hospital de Royaumont, en Francia, y fue pionera en la radiografía de la gangrena.

## Biografía
Blackadder nació en Broughty Ferry, Dundee, el 4 de diciembre de 1875, hija de Robert Blackadder, arquitecto e ingeniero de Dundee. Pasó la mayor parte de su infancia en los alrededores de Dundee, viviendo en Bellevue, West Ferry, y asistiendo a la High School de Dundee.
Blackadder se licenció en Filosofía y Letras por la Universidad de St Andrews en 1895, convirtiéndose en la primera mujer licenciada de la universidad. Continuó sus estudios en la Universidad de Glasgow, donde obtuvo los títulos de licenciada en Medicina (1898) y doctora en Medicina (1901). Durante su estancia en Glasgow, ganó el primer premio en Patología Práctica en 1896 y obtuvo certificados de primera clase en Materia Médica, Cirugía, Obstetricia, Oftalmología y Demencia, así como un certificado de segunda clase en Anatomía. Tras graduarse, se casó con el Dr. Thomas Dixon Savill en la iglesia de Santa María Magdalena de Forfarshire en 1901.

## Trayectoria
Tras graduarse, Blackadder se trasladó a Londres, donde se convirtió en asesora en dermatología y electroterapia, además de trabajar en radiografía. En 1904 se convirtió en miembro del Real Colegio de Médicos de Irlanda y fue nombrada asesora del Hospital St. John de Enfermedades de la Piel y del Hospital para Mujeres y Niños del Sur de Londres.
En 1912, Blackadder fue uno de los tres médicos que estudiaron los efectos de la alimentación forzada en sufragistas que hicieron huelgas de hambre durante su encarcelamiento y publicó artículos médicos sobre el tema.
Durante la Primera Guerra Mundial, Blackadder trabajó como radióloga en el Hospital de Mujeres Escocesas de Royaumont, en Francia, y regresaba a su puesto en Londres cada vez que se producía una pausa en la contienda. Utilizó un coche de rayos X de última generación que había sido cedido al hospital, y lo utilizó para comprender y aliviar los efectos de la gangrena gaseosa mediante un diagnóstico y un tratamiento rápidos.
Durante su estancia en Royaumont, Blackadder tomó prestada una pianola de París y la instaló en el hospital. Se dio cuenta de que tanto los pacientes como el personal se beneficiaban de tocarla y escucharla, y más tarde escribió un libro sobre la importancia de la música para el bienestar. El libro, Music, Health and Character, se publicó en 1923. A raíz de él se creó el Consejo para la Música en los Hospitales.
Tras la guerra, Blackadder regresó a Londres y siguió ejerciendo la medicina. Editó el libro de texto de su marido, Savill's System of Clinical Medicine, que terminó en 1942. También se interesó por la historia antigua y en 1955 publicó Alejandro Magno y su época.

## Muerte y legado
Blackadder murió en Londres el 12 de mayo de 1964. En 2012, los estudiantes de la Universidad de St Andrews votaron en honor a Blackadder renombrando una residencia como Agnes Blackadder Hall, anteriormente New Hall. La residencia es la primera de St Andrews que lleva el nombre de una mujer.